# Gaspard de Heu
 (novembre 2018).
Améliorez-le ou discutez des points à vérifier. 
Pour les articles homonymes, voir Heu.
Gaspard de Heu, né vers 1517 et mort en septembre 1558 au château de Vincennes, est un notable protestant de Metz, maître-échevin en 1542, puis en 1548, seigneur de Buy, Ennery et Flévy. 
Il est particulièrement connu pour avoir permis la prise de Metz par l'armée française en 1552, ce qui lui a valu un emprisonnement par l'empereur Charles Quint. 
Par la suite, sans aucun lien avec l'affaire de Metz, il est emprisonné au château de Vincennes en raison de liens avec un projet de conjuration protestante et assassiné (exécuté sans procès) quelques mois plus tard.

## Biographie

### Origines familiales
Il est le fils de Nicolas de Heu et de Marguerite de Brandebourg. Le 23 juin 1545, il épouse Jeanne de Rognac, fille d'Antoine de Louvain, seigneur de Rognac en Tardenois et protestant de la première heure. 
Il a deux fils Gaspard, Moyse et une fille Marguerite.

### Le réformé
La famille de Heu est majoritairement protestante et Gaspard invite Guillaume Farel a prêcher les idées de la Réforme. L'opposition des Treize, le conseil suprême de la République messine, lui interdisant l'accès de la ville, le prêche se déroule à Montigny-lès-Metz, le 3 septembre 1542. Ce premier prêche se déroule sans incident. Le second, les 3 et 4 octobre voit l'opposition croitre entre le parti catholique, qui ferme les portes de la ville et empêche bourgeois et maitre-échevin de revenir coucher chez eux, et Gaspard de Heu, ceux-là arguant du fait que Metz appartient à l'évêque, celui-ci qu'elle est ville d'Empire.
Quelque temps plus tard, Gaspard de Heu s'absentant de la ville pour assister à une réunion de la ligue de Smalkalde fut « mis hors de paraige » (déposé de sa charge de maitre-échevin). On ne sait s'il fut rétabli dans sa position, toujours est-il que son échevinage se conclut, le 16 mars 1543, par une « trêve religieuse » où les protestants obtiennent que leur religion soit librement prêchée et que la chapelle de Saint-Nicolas leur soit attribuée. Lui succède Richard de Raigecourt.
La trêve religieuse est de courte durée : Michel de Gournay et Claude Baudoche recevant l'appui de l'empereur, le pasteur protestant, Watrin Dubois est expulsé en juin 1545. Il est réélu maitre-échevin en 1548.

### La trahison de 1552
C'est Gaspard de Heu qui, en 1552, lors du siège de la ville de Metz par les armées françaises, a ouvert — ou favorisé l’ouverture — des portes de la ville « impossible à défendre » aux Français. 
Gaspard de Saulx, dans ses mémoires, relate ainsi la prise de la ville 
« "Le roi, ayant gagné dans Metz ceux de Heu par présents et promesses joints à la division du peuple dont la négligence n’avait à rien pourvu, arrive aux portes. Le sieur de Tavannes (…) les harangue, les intimide, fait des promesses, tire parole d’eux de recevoir le connétable avec ses gardes et une enseigne de gens de pied : puisque le roi allait pour la liberté d’Allemagne, il ne pouvait moins qu’avoir son logis en leur ville. Il conduit les bourgeois au connétable. Soudainement, tous les meilleurs hommes de l’armée sont mis sous une enseigne, [le connétable] entre en la ville de Metz, deux maréchaux de camp à sa tête. Le sieur Bourdillon s’avance en la place, le sieur de Tavannes demeure à la porte que les bourgeois voulaient à tous coups fermer, voyant cette enseigne si accompagnée, et toujours [il] les en garda par belles paroles. Un capitaine suisse à la solde des Messins tenant les clefs, ayant vu entrer plus de sept cents hommes, les jette à la tête du sieur de Tavannes avec le mot du pays tout est choué et quitte la porte que le sieur de Tavannes tint jusqu’à ce que le connétable arrive. La ville assurée, le roi fit son entrée à Metz, au commencement d’avril 1552 et y laisse le sieur de Gonnord gouverneur." »
Le roi Henri II étant notoirement antiprotestant, on ne peut que s’étonner de cette attitude de la part d’un magistrat très actif dans l’avancement de la Réforme.
C'est au cours du siège de Metz que Gaspard de Heu fait la connaissance de Jean du Barry. Ce dernier est depuis la mort de son grand-père, en 1548 ou 1549, seigneur de La Renaudie dans la paroisse de Saint-Front-la-Rivière, de Champagnac-de-Belair et Bois Ruffier en Bretagne. Il se convertit alors à la foi réformée. Gaspard de Heu le fait entrer dans sa famille en lui faisant épouser la sœur de sa femme, Marie-Guillemette de Louvain. 
De fait, après le siège de Metz par les armées de Charles Quint, qui tentent en vain de reprendre la ville, il est arrêté au début de 1553 à Ennery par une patrouille qui l’emmène à Thionville, alors dans le duché de Luxembourg, possession de l'empereur, puis à Bruxelles où il est enfermé au château de Vilvorde. 
En février, il est interrogé sur sa trahison de la cause impériale. Il se justifie ainsi : « "s’il n’y eut que moy qui me montra à la porte pour laisser entrer les Français dans la ville je l'ay fait en bonne intention, autrement la ville eust été pillé (et) saccagé". »
Après trois années en prison, il est libéré, probablement à l’occasion de l’abdication de Charles Quint en tant que souverain des Pays-Bas, en 1556.

### Arrestation et mort à Paris (1558)
Il vient à Paris négocier avec Jacques de Savoie-Nemours un échange de seigneuries, Gaspard cédant les propriétés françaises de son épouse, Jeanne de Rognac, contre une terre dans le canton protestant de Neuchâtel, en Suisse.
Il est, depuis 1553, le beau-frère de Jean du Barry, qui a épousé Guillemette, la sœur de Jeanne de Louvain. Avec lui, Gaspard est actif pour défendre la cause de la Réforme et s'appuie sur la famille de Bourbon, à l'époque Antoine et surtout son épouse Jeanne d'Albret, reine de Navarre, très proche du calvinisme. 
Martin Luther, informé des événements parisiens écrit à un correspondant  : 
« "Puisse la promesse de de Buis, faite au nom du Navarrais [Antoine de Bourbon], devenir une réalité, mais je me méfie de la timidité du-dit roi [idem] qui a coutume de couper tous les élans virils. Je ne veux pas vaticiner pourtant je crains que vous n'aperceviez bientôt combien hyperboliques sont les hérauts qui vous ont splendidement célébrés ses vertus. La légèreté du baron [du Barry] m'est connue, c'est pourquoi je laisse dire ce que l'on me rapporte quant à de Buis, bien qu'il ne machine rien de perfide, il s'agite en vain". »
Gaspard de Heu est arrêté en mars 1558 sur ordre du cardinal Charles de Lorraine (1524-1574), frère du duc François de Guise, et transféré au château de Vincennes.
Il y est assassiné le 4 septembre 1558. 
Selon Jacques Auguste de Thou (1553-1617), c'est pour venger la mort de son beau-frère que Jean du Barry se place en 1560 à la tête de la conjuration d'Amboise, cause de sa propre mort,.